# Nicola Cirino
(Leonardo Sciascia, Reversibilità, in “Il mare color del vino”)
Nicola Cirino (Nicosia, 1802 – Palermo, 8 ottobre 1851) è stato un giurista e poeta italiano.

## Biografia

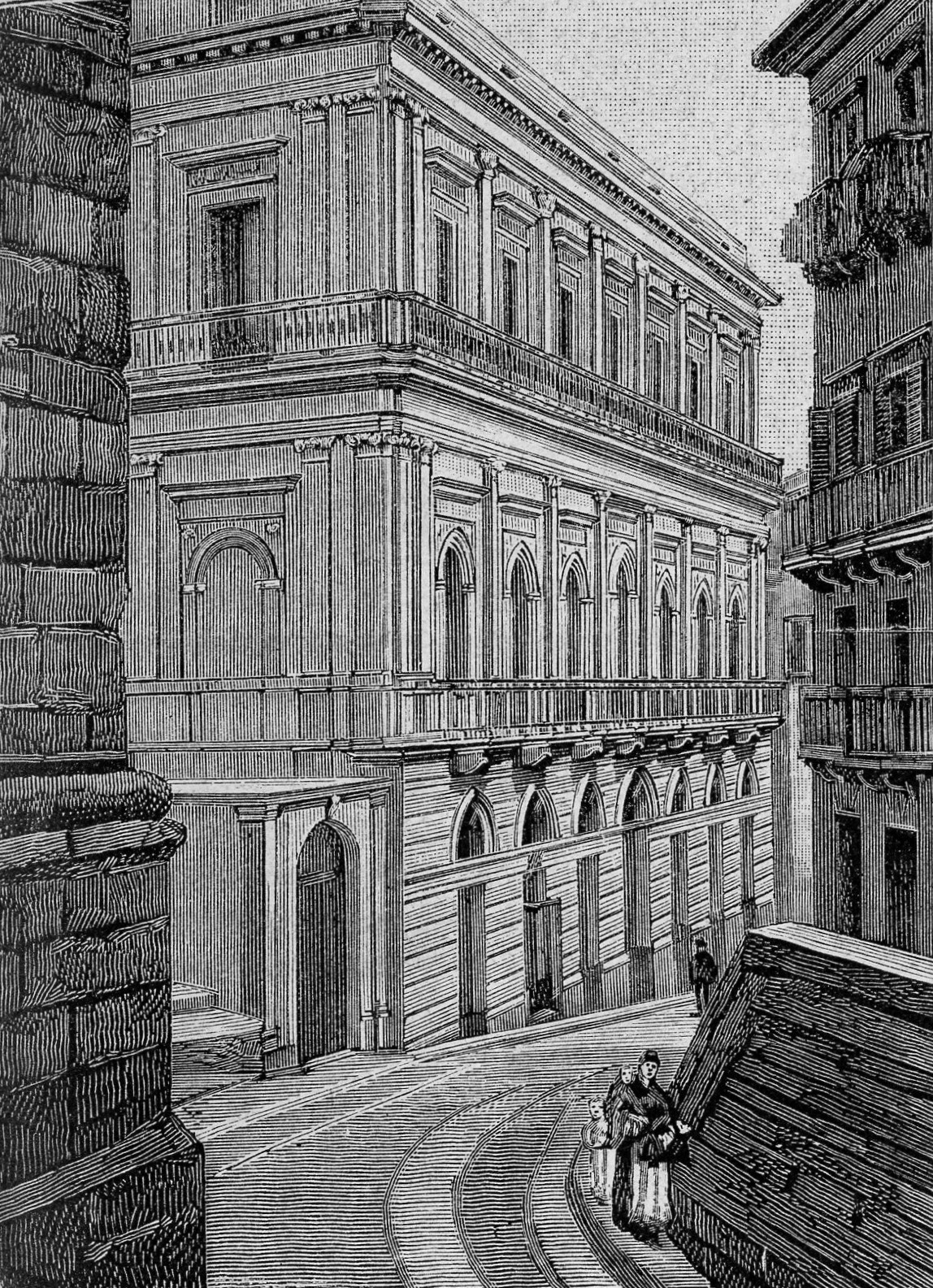
Palazzo Cirino a Nicosia (xilografia)

Nicola Cirino nacque nel 1802 a Nicosia, primogenito di Graziano e Maria Perugino. Discendeva da un'antica famiglia aristocratica originaria della Spagna, che traeva origine da un nobile francese appellato proprio Cirino, scudiero del gran conte Ruggero I di Sicilia. 
Egli plasmò la sua cultura nei seminari diocesani di Bronte e Monreale: nel primo apprese le lingue, nell'altro l'oratoria e la filosofia.  
Indirizzò i suoi studi verso le materie ecclesiastiche, provando in seguito a specializzarsi nelle materie fisiche e matematiche che abbandonò per studiare giurisprudenza all’Università degli Studi di Palermo; subito dopo la laurea, lavorò come praticante presso il rinomato avvocato Stefano Bonelli.  
Si trasferì quindi a Napoli, divenendo in breve ufficiale di carico presso la Consulta del Regno, svolgendo tale ruolo dal 1825 al 1841. Nello stesso periodo compose le sue prime opere di saggistica, che vertevano su argomenti come storia, linguistica, diritto pubblico e giurisprudenza civile; sviluppò anche un interesse filosofico-politico sulla monarchia in Sicilia durante l'età normanna e sveva, come dimostra un Saggio di discorsi sul diritto pubblico siciliano.
Fu promosso a giudice del tribunale civile di Potenza, città in cui fu anche deputato alla pubblica istruzione, ed in seguito trasferito al Tribunale di Trani.  
Ritornato in Sicilia, fu nominato giudice della gran corte di Girgenti e quindi Regio procuratore generale di Palermo. 
Poeta, i suoi versi furono pubblicati in più raccolte a Napoli nel 1831, a Palermo nel 1833 e nel 1846, e infine nel 1854; la sua poesia politica celebrava, in particolare, l'arrivo di Ottone di Wittelsbach in Grecia nel 1832, visto come artefice della rinascita e della libertà della nuova nazione greca. 
Nei suoi versi, Cirino sottolineò un forte legame emotivo e culturale tra la Sicilia e la Grecia antica, ribadendo le similitudini politiche tra le due realtà storiche intrecciando le glorie dell'antichità con le sofferenze e le lotte a lui contemporanee.
Morì a Palermo nel 1851 e fu tumulato presso la chiesa di San Domenico, luogo di sepoltura dei siciliani illustri. Il suo monumento funebre fu realizzato dallo scultore Rosario Anastasi nel 1862.

## Vita privata
Sposò Concettina Gueli, figlia di una ricca famiglia del comune di Grotte: il matrimonio fu felice ma comunque molto breve, essendo durato appena sei mesi a causa della morte prematura dello stesso Cirino.

## Opere
- Poesie, Napoli, tipografia Minerva, 1831
- Alcuni sciolti di Niccola Cirino, Palermo, tipografia Meli, 1833
- A. S. R. M. Ottone I di Baviera re della Grecia. Carme, in “Giornale di Scienze , Lettere ed Arti per la Sicilia”, Palermo, 1836
- Per la solenne messa dell'amico Giandomenico Mucci, Potenza, 1843
- Carmi[6], Palermo, tipografia Natale, 1846
- Poesie e Prose, edite ed inedite, Palermo, tipografia Amenta, 1854
- Saggio  di  discorsi  sul  diritto  pubblico  siciliano, Palermo, tipografia Amenta

## Nella cultura di massa
- A Cirino è stata dedicata una via di Nicosia.

- Lo scrittore Leonardo Sciascia ha fornito un ritratto di Cirino nel racconto Reversibilità, appartenente alla raccolta “Il mare color del vino” (1973).